# Seda Aznavour

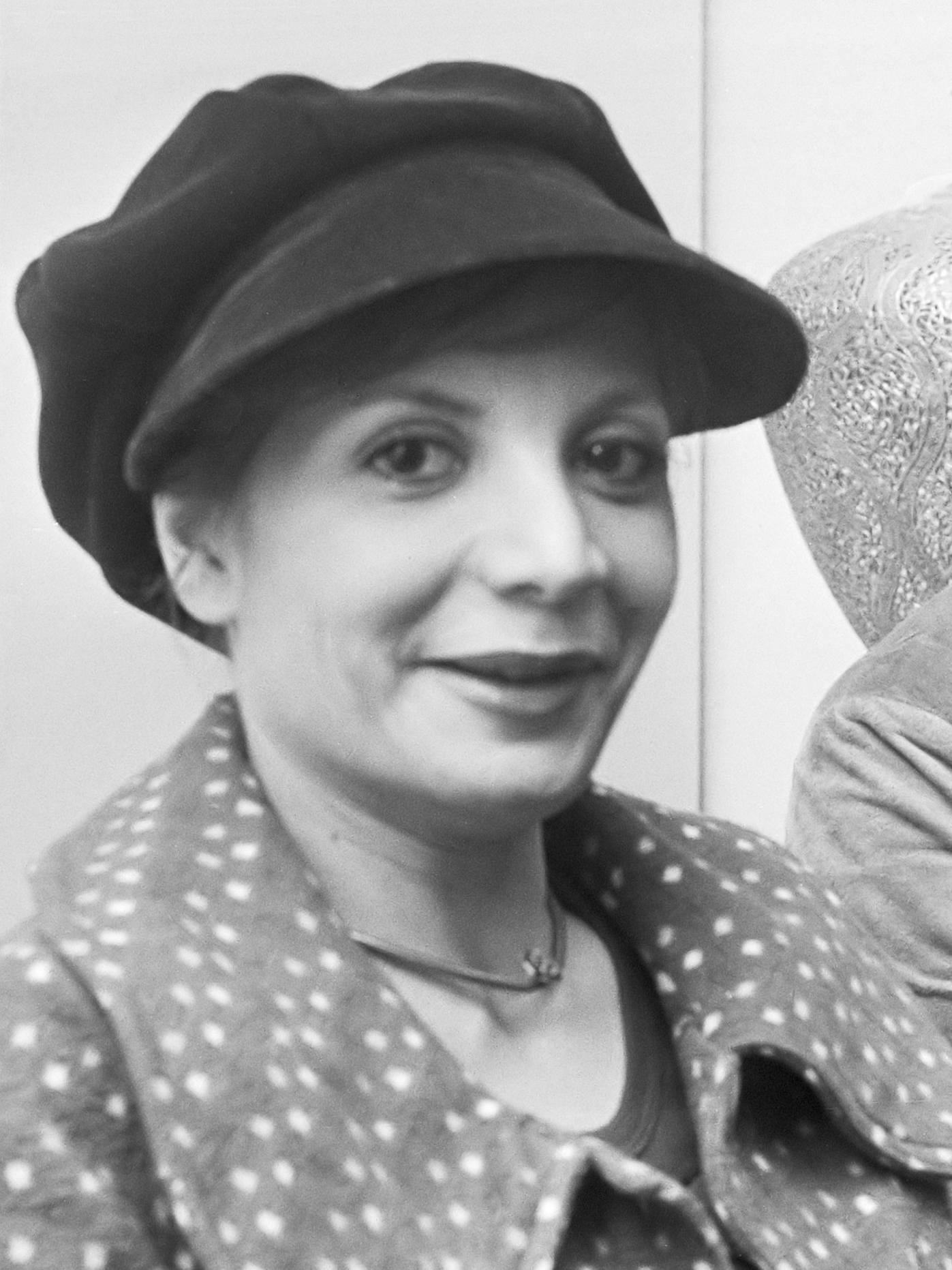
Seda Aznavour (1971)

Seda Aznavour (auch Patricia Aznavour; * 21. Mai 1947 in Paris) ist eine französische Sängerin und Schauspielerin.

## Leben
Seda Aznavour ist die Tochter von Charles Aznavour und Micheline Aznavour, geborene Rugel. Als Sängerin und Schauspielerin folgte sie beruflich ihrem Vater. Zusammen mit ihm spielte sie unter anderem in den Filmen Paris au mois d’août (1966, deutsch: „Paris im Monat August“), La part du lion (1971, deutsch: „Blutiger Lohn“); Un beau monstre (1971, deutsch: „Der letzte Tanz des blonden Teufels“).

## Diskografie
(Quelle:)
- Suis le soleil, United Artists Records
- On ne valse plus à Vienne, FTC/Discodis
- Les marins, FTC
- Juste un dernier verre, FTC/Sofrason - Saïga
- Pour moi toute seule, United Artists Records
- Rien que nous (zusammen mit David Alexandre Winter), 1971, Barclay
- Peut-être…!, 1971, Barclay
- Les champignons hallucinogènes, 1972
- Chants traditionnels Armeniens, 1988, MusArm